# Sustav prirode
Sustav prirode ili, zakoni morala i fizičkog svijeta (fr. Système de la Nature ou Des Loix du Monde Physique et du Monde Moral), filozofsko djelo barona d'Holbacha, izvorno objavljeno pod imenom Jeana-Baptistea de Mirabauda, preminulog člana francuske akademije znanosti. D'Holbach je knjigu napisao i objavio - moguće uz pomoć Diderota - anonimno 1770., opisujući svemir na osnovu principa filozofskog materijalizma: um je izjednačen s mozgom, "duša" ne postoji bez živućeg tijela, svijet je upravljen strogim determinističkim zakonima, slobodna volja je iluzija, ne postoji krajnji cilj te sve što se događa odvija se zato što se mora. Najznačanije, djelo eksplicitno zaniječe postojanje Boga, tvrdeći da je vjerovanje u više biće proizvod straha, nedostatka razumijevanja i antropomorfizma.
Iako po struci nije znanstvenik, d'Holbach je bio upućen u materiju te je svoju filozofiju pokušao razviti u skladu s poznatim činjenicama o prirodi te znanstvenim spoznajama toga vremena, citirajući na primjer, eksperimente Johna Needhama kao dokaze da se život mogao razviti neovisno od intervencije božanstva. Njegova filozofija čini kritičnu razliku između mitologije kao više ili manje dobroćudna načina uspostavljanja zakonski uređene misli o društvu, prirodi i njihovim moćima na mase, i teologije. Teologija je naprotiv, kada se ona razdvaja od mitologije podiže moć prirode iznad prirode same i stoga otuđuje ovo dvoje (tj. "prirodu", sve što zaista postoji, od njezine moći, sada personificirane u biću izvan prirode), pogubna sila u ljudskim poslovima bez premca.
Knjiga je u svoje vrijeme smatrana radikalnom te je očekivano stvorila dugačak popis ljudi koji su pisali kritike i opovrgavanja. Katolički teolog Nicolas-Sylvestre Bergier je napisao odgovor naslovljen Examen du matérialisme (hr. Pregled materijalizma). Odgovore su pisali i Voltaire ("Dieu", u Dictionnaire philosophique) te Fridrik II. Veliki. 

## Sažetak
| Poglavlje 1  | De la nature | O prirodi. |
| Poglavlje 2  | Du mouvement et de son origine. | O gibanju i njegovu porijeklu. |
| Poglavlje 3  | De la matière, de ses combinaisons différentes et de ses mouvements divers ; ou de la marche de la nature.                                                                                  | O materiji, o njezinim raznim kombinacijama i o njezinim raznolikim gibanjima; ili o smjeru prirode.                                                         |
| Poglavlje 4  | Des lois du mouvement communes à tous les êtres de la nature. De l’attraction et de la répulsion. De la force d’inertie. De la nécessité.                                                   | O zakonima gibanja zajedničkim svim prirodnim bićima. O privlačenju i odbijanju. O sili inercije. O nužnosti.                                                |
| Poglavlje 5  | De l’ordre et du désordre, de l’intelligence, du hasard. | O redu i neredu, o inteligenciji, o riziku. |
| Poglavlje 6  | De l’homme ; de sa distinction en homme physique et en homme moral ; de son origine. | O čovjeku; o njegovoj razlici u fizičkom čovjeku i moralnom čovjeku; o njegovu porijeklu.                                                                    |
| Poglavlje 7  | De l’âme et du système de la spiritualité. | O duši i sustavu duhovnosti. |
| Poglavlje 8  | Des facultés intellectuelles ; toutes sont dérivées de la faculté de sentir. | O intelektualnim sposobnostima; sve su izvedene iz sposobnosti osjećanja.                                                                                    |
| Poglavlje 9  | De la diversité des facultés intellectuelles ; elles dépendent de causes physiques ainsi que leurs qualités morales. Principes naturels de la sociabilité, de la morale et de la politique. | O različitosti intelektualnih sposobnosti; one ovise o fizičkim uzrocima i njihovim moralnim kvalitetima. Prirodni principi društvenosti, morala i politike. |
| Poglavlje 10 | Notre âme ne tire point ses idées d’elle-même. Il n’y a point d’idées innées. | Naša duša ne izvodi svoje ideje iz sebe same. Ona nema urođene ideje.                                                                                        |
| Poglavlje 11 | Du système de la liberté de l’homme. A morale chrétienne. | O sustavu slobode čovjeka. Kršćanski moral. |
| Poglavlje 12 | Examen de l’opinion qui prétend que le système du fatalisme est dangereux. | Razmatranje mišljenja koje pretendira da je sustav fatalizma opasan.                                                                                         |
| Poglavlje 13 | De l’immortalité de l’âme ; du dogme de la vie future ; des craintes de la mort. | O besmrtnosti duše; o dogmi budućeg života; o strahu od smrti.                                                                                               |
| Poglavlje 14 | L’éducation, la morale et les lois suffisent pour contenir les hommes. Du désir de l’immortalité ; du suicide.                                                                              | Obrazovanje, moral i zakoni dostatni za ograničavanje ljudi. O želji za besmrtnošću; o samoubojstvu.                                                         |
| Poglavlje 15 | Des intérêts des hommes ou des idées qu’ils se font du bonheur. L’homme ne peut être heureux sans la vertu.                                                                                 | O interesima ljudi ili o idejama koje si on stvara iz sreće. Čovjek ne može biti sretan bez vrline.                                                          |
| Poglavlje 16 | Les erreurs des hommes sur ce qui constitue le bonheur sont la vraie source de leurs maux. Des remèdes qu’on leur a voulu appliquer.                                                        | Pogreške ljudi na kojima grade sreću istinski su izvor njihovih tegoba. O lijekovima koji se mogu primijeniti.                                               |
| Poglavlje 17 | Des idées vraies ou fondées sur la nature sont les seuls remèdes aux maux des hommes. Récapitulation de cette première partie. Conclusion.                                                  | O istinskim idejama ili onima zasnovanim na prirodi jedini su lijekovi za tegobe ljudi. Sažetak ovog prvog dijela. Zaključak.                                |

| Poglavlje 1  | Origine de nos idées sur la divinité | Porijeklo naših ideja o božanstvenosti. |
| Poglavlje 2  | De la mythologie et de la théologie. | O mitologiji i teologiji. |
| Poglavlje 3  | Idées confuses et contradictoires de la théologie. | Zbunjujuće i proturječne ideje teologije. |
| Poglavlje 4  | Examen des preuves de l’existence de Dieu, données par Clarke. | Razmatranje dokazâ o egzistenciji Boga koje navodi Clarke.                                                                                                  |
| Poglavlje 5  | Examen des preuves de l’existence de Dieu données par Descartes, Malebranche, Newton, etc. | Razmatranje dokazâ o egzistenciji Boga koje navode Descartes, Malebranche, Newton, itd.                                                                     |
| Poglavlje 6  | Du panthéisme ou idées naturelles de la divinité. | O panteizmu ili prirodnim idejama božanstvenosti. |
| Poglavlje 7  | Du théisme ou déisme, du système de l’optimisme et des causes finales. | O teizmu ili deizmu, o sustavu optimizma i o konačnim uzrocima.                                                                                             |
| Poglavlje 8  | Examen des avantages qui résultent pour les hommes de leurs notions sur la divinité, ou de leur influence sur la morale, sur la politique, sur les sciences, sur le bonheur des nations et des individus. | Razmatranje o prednostima koje proizlaze iz ljudskih misli o božanstvenosti, ili o njihovu utjecaju na moral, politiku, znanost, sreću naroda i pojedinaca. |
| Poglavlje 9  | Les notions théologiques ne peuvent point être la base de la morale. Parallèle de la morale théologique et de la morale naturelle. La théologie nuit aux progrès de l’esprit humain.                      | Teološke misli ne mogu biti osnova morala. Usporedba teološkog morala i prirodnog morala. Teologija šteti napretku čovječjeg uma.                           |
| Poglavlje 10 | Que les hommes ne peuvent rien conclure des idées qu’on leur donne de la divinité de l’inconséquence et de l’inutilité de leur conduite à son égard.                                                      | Da ljudi ne mogu ništa zaključiti o idejama koje im daje božanstvenost o nedosljednosti i uzaludnosti njihova ponašanja prema njemu.                        |
| Poglavlje 11 | Apologie des sentiments contenus dans cet ouvrage. De l’impiété. Existe-t-il des athées ? | Apologija osjećaja sadržanih u ovom djelu. O bezbožnosti. Postoje li ateisti?                                                                               |
| Poglavlje 12 | L’athéisme est-il compatible avec la morale ? | Je li ateizam kompatibilan s moralom? |
| Poglavlje 13 | Des motifs qui portent à l’athéisme ce système peut-il être dangereux ? Peut-il être embrassé par le vulgaire ?                                                                                           | O motivima koji vode ateizmu, može li taj sustav biti opasan? Mogu li ga prigrliti neuki?                                                                   |
| Poglavlje 14 | Abrégé du code de la nature. | Sažetak prirodnog koda. |

## Vanjske poveznice
- The System of Nature--engleski prijevod
- The System of Nature, Volume 1 pri projektu Gutenbergu
- The System of Nature, Volume 2 pri projektu Gutenbergu